# Young and in the Way
Young and in the Way (skraćeno YAITW) je bio američki ekstremni metal sastav iz Charlotta. Glazba grupe kombinacija je elemenata black metala i crust punka.

## Povijest sastava
Nakon osnutka 2009. godine, sastav je najprije objavio nekoliko EP-a (Newborn, Amen i Cloven Hoof), a prvi studijski album nazvan I Am Not What I Am objavio je u ožujku 2011. godine. U iduće tri godine objavljuje još tri split albuma sa sastavima Torch Runner, Moral Void i Withdrawal te EP V. Eternal Depression te je snimio spotove za pjesme "The Gathering" i "Times Are Cold". Godine 2013. sastav potpisuje ugovor s diskografskom kućom Deathwish Inc. koja objavljuje njegov drugi studijski album When Life Comes to Death. Godine 2016. objavljuje još jedan split album sa sastavom Gatecreeper na kojem je obradio pjesmu "Solitude" grupe Candlemass. Sastav prestaje s radom 2018. godine, no unatoč tome 2020. su objavili posljednji studijski album Ride Off and Die. 

## Članovi sastava
Bivši članovi
- Kable Lyall — vokali (2009. – 2018.)
- Rick Contes — gitara, vokali (2009. – 2018.)
- Randy Baucom — bubnjevi (2009. – 2018.)
- Chris Nolen — bas gitara (2009. – 2018.)
- Max Nattsblod — gitara (2016.)

## Diskografija
Studijski albumi
- I Am Not What I Am (2011.)
- When Life Comes to Death (2014.)
- Ride Off and Die (2020.)

EP-ovi
- Newborn (2009.)
- Amen (2010.)
- Cloven Hoof (2010.)
- V. Eternal Depression (2011.)

Split albumi
- Torch Runner / Young and in the Way (2011.)
- Young and in the Way / Moral Void (2013.)
- Young and in the Way / Withdrawal (2013.)
- Gatecreeper / YAITW (2016.)

## Vanjske poveznice
- Službena Bandcamp stranica